# Liste der Monuments historiques in Créancey
Die Liste der Monuments historiques in Créancey führt die Monuments historiques in der französischen Gemeinde Créancey auf.

## Liste der Immobilien
| Bezeichnung          | Beschreibung                                                             | Standort                         | Kennzeichnung | Schutzstatus | Datum | Bild           |
| -------------------- | ------------------------------------------------------------------------ | -------------------------------- | ------------- | ------------ | ----- | -------------- |
| Château de Créancey  | Schloss, 17. und 18. Jahrhundert; mit Wirtschaftsgebäuden und Taubenturm | Créancey, rue du Chêne (Lage)    | PA00112242    | Inscrit      | 1971  | weitere Bilder |
| Kirche St-Symphorien | ab dem 14. Jahrhundert                                                   | Créancey, rue de l’Eglise (Lage) | PA00112243    | Inscrit      | 1925  |                |

## Liste der Objekte
| Bezeichnung                                                | Beschreibung                               | Standort                                     | Kennzeichnung | Schutzstatus | Datum | Bild |
| ---------------------------------------------------------- | ------------------------------------------ | -------------------------------------------- | ------------- | ------------ | ----- | ---- |
| Skulptur Heiliger Eligius                                  | Kalkstein, farbig gefasst, 16. Jahrhundert | Créancey, in der Kirche St-Symphorien (Lage) | PM21000688    | Classé       | 1983  |      |
| Skulptur Heiliger Nikolaus                                 | Kalkstein, farbig gefasst, 16. Jahrhundert | Créancey, in der Kirche St-Symphorien (Lage) | PM21002604    | Classé       | 1983  |      |
| Zwei Skulpturen: Heiliger Gervasius und heiliger Protasius | Kalkstein, farbig gefasst, um 1500         | Beaume, in der Kapelle St-Gervais (Lage)     | PM21002605    | Classé       | 1983  |      |
| Kelch                                                      | Silber, bezeichnet 1683                    | Panthier, in der Kapelle St-Marc (Lage)      | PM21002606    | Classé       | 1983  |      |
| Messkännchen und Tablett                                   | Zinn, zwischen 1724 und 1737               | Panthier, in der Kapelle St-Marc (Lage)      | PM21004807    | Inscrit      | 2006  |      |